# CAIC WZ-10
El WZ-10 (Wuzhuang Zhisheng-10  WZ, 武直 = Wuzhuang Zhishengji, 武装直升机, literalmente "Helicóptero armado" )  es un helicóptero de ataque desarrollado por la República Popular China. Aunque diseñado principalmente para misiones antitanque, está pensado también para tener capacidades secundarias aire-aire. Actualmente está siendo producido por Changhe Aircraft Industries Corporation (CAIC) y China Helicopter Research and Development Institute (CHRDI)), ambas empresas con sede en Jingdezhen, Provincia de Jiangxi . Otro fabricante de helicópteros chino, Harbin Aircraft Manufacturing Company (HAMC), puede estar involucrado en el desarrollo del programa.

## Operacional
El segundo periódico de Hong Kong, el Sing Tao Daily, informó el 1 de febrero de 2011 que la presión de EE. UU. obligó a los chinos a cambio de motor de la aeronave. Los modelos prototipos del Z-10 en  2007 mostró un motor Pratt & Whitney Canada PT6A. que de alguna manera se desvían a un programa militar chino. La versión operativa de la aeronave parece ser impulsada por el mismo motor en el Z-9, que es una copia del Eurocopter AS 365 DauphinN1.

## Desarrollo
Poco se sabe con certeza del desarrollo del WZ-10 debido a que el proyecto es mantenido bajo estricto secreto. El programa inició en 1998 con la intención de reemplazar al WZ-9 actualmente en servicio con el Ejército Popular de Liberación. Otra explicación posible es que el programa WZ-10 fue ocultado bajo el programa del Helicóptero Medio Chino (CHM), que inició en 1994 en los Institutos de Investigación 602 y 608. Bajo estos programas civiles, varias empresas occidentales clave en la  manufactura de helicópteros proveyeron considerable asistencia técnica: Eurocopter (diseño de rotor y consultoría), Pratt & Whitney Canada (PT6C turboeje) y Agusta Westland (transmisión). El helicóptero de ataque WZ-10 entró en servicio activo en 2010.

## Diseño
Una foto recién publicada en Internet permite hacer ciertas observaciones sobre el diseño de este 
helicóptero. El WZ-10 posee la configuración convencional de un helicóptero de ataque, 
con el piloto y el artillero sentados en tándem. El 
rotor principal está compuesto por cinco palas, mientras que el rotor de cola posee cuatro. Los dos motores se hallan situados tras la cabina a ambos lados del 
fuselaje cada uno y cuentan con supresores de infrarrojos. El armamento integrado consta de 
un cañón (posiblemente 30 milímetros) instalado bajo el morro. 

### Electrónica
Se especula que el WZ-10 posea un habitáculo moderno con pantallas LCD y un sistema de control tipo fly-by-wire. Asimismo presenta detectores en la nariz de la aeronave por lo que probablemente alberga una cámara óptica e infrarroja (FLIR)   y un telémetro láser (al igual que el AH-64). Posiblemente contará también con contramedidas electrónicas.

### Armamento
Dos estructuras alares proveen uno o dos pilones para armamento externo. 

#### Antitanque
Dicho armamento consta de misiles antitanque que son llevados en grupos de a cuatro, pudiendo ser del tipo HJ-9 (contra parte del misil BGM-71 TOW norteamericano). Se ha sugerido también que el misil HJ-10 , una contraparte del occidental Hellfire,es considerado para este rol, lo cual mejoraría de manera significativa la capacidad antitanque del WZ-10, ya que se cree que el HJ-10 es similar al AGM-114 Hellfire ATM de los Estados Unidos.

#### Aire-aire
Las capacidades antiaéreas rudimentarias se hallan presentes probablemente gracias al misil aire-aire TY-90 (equiparables a los FIM-92 Stinger o los MBDA Mistral ), un pequeño misil utilizado contra helicópteros y aviones de baja velocidad.

#### Participación JSC "Kamov" en el desarrollo
En marzo de 2013 Diseñador General de JSC "Kamov" Sergei Mikheyev en la feria Heli-Expo en Las Vegas informó que el helicóptero WZ-10 se basa en el diseño preliminar del "Proyect 941", desarrollado por la oficina de diseño Kamov por encargo del gobierno chino en 1995. "Por razones obvias, esta información se mantiene en secreto" - añadió. Según Mikheyev, el proyecto ha sido desarrollado de acuerdo con las exigencias de China y se basa en proyectos de helicópteros de ataque soviéticos. Como diseñador jefe, en el papel como asistió "Kamov" se limitó sólo a la etapa de diseño conceptual y esta etapa concluyó después de que China adoptara el concepto del "Project 941". Para un mayor desarrollo, entonces China independientemente condujo el resto del trabajo de desarrollo del WZ-10, incluyendo la creación, realización de prototipos y la producción en serie del helicóptero.

## Especificaciones (estimadas)
Referencia datos: 

### Características generales
- Tripulación: 2
- Longitud: 14,3 m (46,8 ft)
- Diámetro rotor principal: 13 m (42,7 ft)
- Altura: 3,9 m (12,6 ft)
- Peso vacío: 5540 kg (12 210,2 lb)
- Peso cargado: 7000 kg (15 428 lb)
- Peso útil: 1500 kg (3306 lb)
- Planta motriz: 2× WZ-9, turboeje.
  - Potencia: 1000 kW (1379 HP; 1360 CV) cada uno.

### Rendimiento
- Velocidad máxima operativa (Vno): 300 km/h (186 MPH; 162 kt)
- Velocidad crucero (Vc): 270 km/h (168 MPH; 146 kt)
- Alcance: 800 km (432 nmi; 497 mi)
- Techo de vuelo: 6400 m (20 997 ft)
- Régimen de ascenso: 12 m/s (2362 ft/min)

### Armamento
- Cañones: 1× Cañón automático de  20 o 30 mm montados en la torreta bajo el morro.
- Puntos de anclaje: 4 con una capacidad de 1500 kg, para cargar una combinación de:   
  - Cohetes: 

    - Lanzacohetes de 57 o 90 mm.

  - Misiles: 

    - 8 x HJ-10
    - 8 x HJ-8 HJ-9 missiles
    - 8 x TY-90 air-to-air missiles
    - 4 x PL-5, PL-7, PL-9

  - Otros: Opcionalmente puede ir en lugar del cañón automático de 20/30 mm bajo el morro:

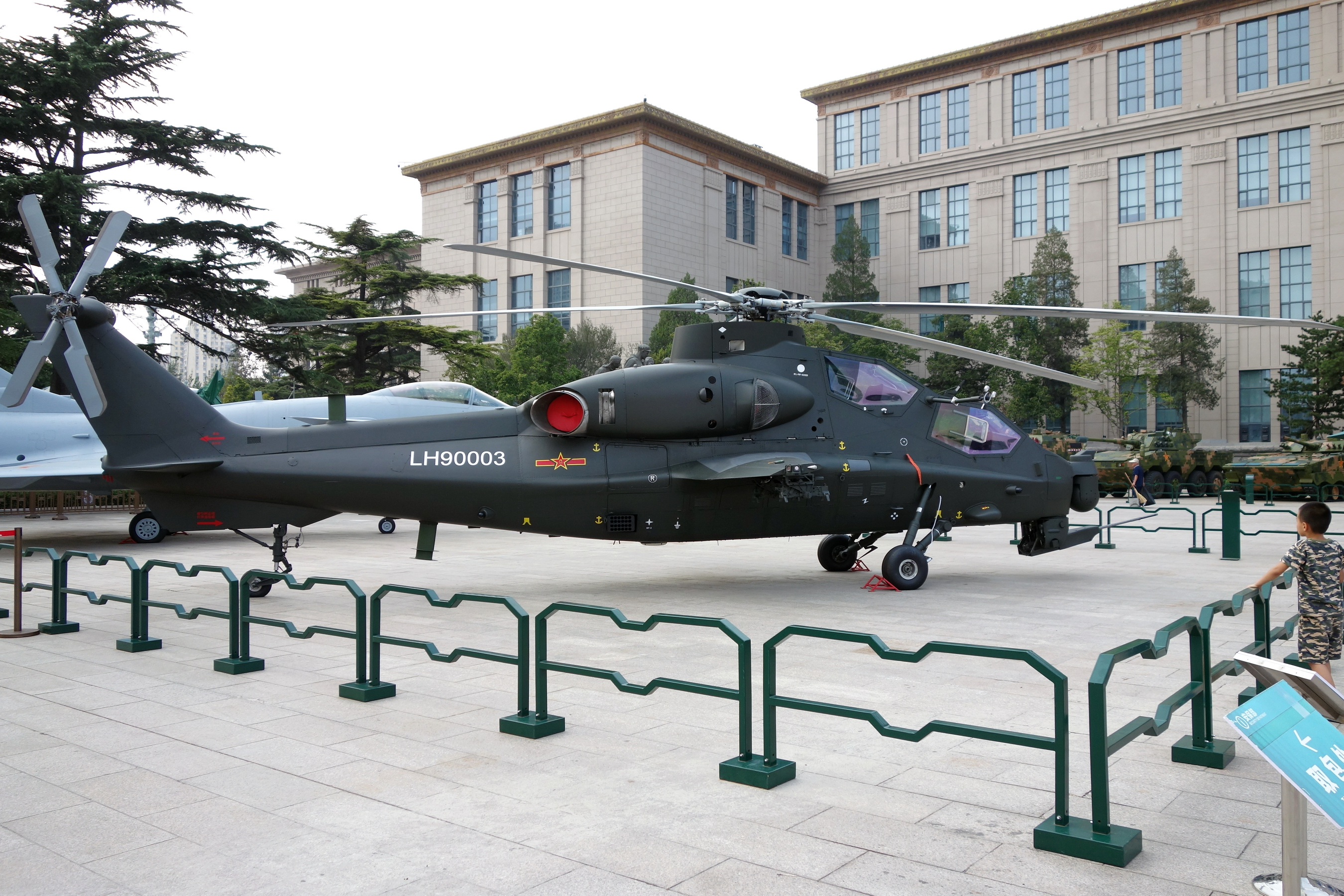
WZ-10

    - Lanzagranadas automáticos de 30/40 mm
    - 1 x ametralladora pesada de 14,5 mm

### Aviónica
- Radar de control de fuego de ondas milimetricas YH
- Casco con gafas de visión nocturna
- Pod de ECM BM/KG300G
- Pod de navegación Blue Sky
- Pod de reconocimiento KZ900

## Operadores
China
- Ejército Popular de Liberación (China)

### Aeronaves similares
- Westland WAH-64 Apache
- Boeing AH-64 Apache
- Bell AH-1Z Viper
- Bell AH-1 SuperCobra
- AgustaWestland AW129 Mangusta
- Eurocopter EC 665 Tigre
- Denel AH-2 Rooivalk
- Kamov Ka-50 Black Shark / Kamov Ka-52 Alligator
- Mil Mi-24 Hind
- Mil Mi-28 Havoc
- HAL Light Combat Helicopter
- KAH Korea Attack Helicopter
- Kawasaki OH-1 Ninja

### Secuencias de designación
- Z-8 - Harbin Z-9 - WZ-10 - Z-11